# Povijest Walesa
Wales je jedan od četiri države koja čini Ujedinjeno Kraljevstvo Velike Britanije i Sjeverne Irske.

## Prapovijest
Prvi tragovi nastanjenosti na području današnjeg Walesa mogu se pratiti od paleolitika. U 3. tisućljeću pr. Kr. na to su područje došli mezolitički lovci, skupljači i ribari, a u 2. tisućljeće pr. Kr. neolitičko stanovništvo, koje je gradilo monumentalne megalitske nastambe (Teir Drew i Teir Breidd). Gradnja megalitskih građevina nastavila se i u brončano doba, koje je u Walesu započelo oko 1800. pr. Kr. Željezno doba, obilježeno gradnjom visinskih gradinskih naselja, započelo je seobom Kelta, koji su oko 600. pr. Kr. doselili u Wales. Međutim, prilikom seobe potisnuli su potomke predkeltskog domorodačkog stanovništva.

## Stari vijek
U doba rimske invazije na sjeverne dijelove Velike Britanije, tijekom 1. stoljeća, područje današnjeg Walesa bilo je podijeljeno između pet plemena britskih Kelta (Dekangi, Ordovičani, Demeti, Silurci i Kornvolci). Ona su pružala otpor rimskim legijama, koje su Wales osvojile tek pod vodstvom rimskih namjesnika u Britaniji, Seksta Julija Frontina (74. – 77.) i Gneja Julija Agrikole (77. – 84.) Isprva se Wales nalazio u sastavu rimske provincije Britanije, a od početka 2. stoljeća u sklopu Gornje Britanije (Britannia Superior). Wales je ostao pod rimskom vlašću sve do 407. godine, kad su se Rimljani povukli iz Britanije. Nakon toga u Walesu su se sukobljavali britski i goidelski Kelti.

## Srednji vijek
U 6. stoljeću u Walesu se već širilo kršćanstvo. Kada je potkraj 6. stoljeća počela najezda Anglosasa, oba su se keltska plemena (poznata kao Kimri) udružila protiv zajedničkoga neprijatelja, koji ih je nazivao Velšanima (Welsh), što je na anglosaskome značilo „stranac”. Tada su Velšani živjeli razdvojeno u klanovima pa je takav poredak onemogućio organizaciju jedinstvene države. 
U 8. stoljeću Offa, kralj Mercije, uspio je osvojiti područje između rijeka Severn i Wye, čime je potisnuo Velšane u planinski kraj na zapadu. Wales je također bio zahvaćen naletom Normana u 9. stoljeću, koji se ondje ipak nisu uspjeli učvrstiti budući da im je žestoki otpor pružio Hywel Dda. On je 918. priznao vrhovništvo anglosaskog kralja Eduarda Starijeg, što mu je omogućilo da, pod zaštitom njega i njegovih nasljednika, svoju vlast između 942. i 950. proširi na cijeli današnji Wales. Nakon njegove smrti, Wales se ponovno raspao na niz manjih feudalnih kraljevstva i klanskih područja. Do ponovnog ujedinjenja došlo je tek za vladavine Llywelyna ap Gruffudda, koji je uspio potisnuti Anglosase i zavladati cijelim Walesom.
Osvojivši Englesku 1066., Normani su pokušali izvesti napad na Wales, koji im je pružio žestok otpor. Unatoč tome, istočni dijelovi Walesa pali su pod vlast Normana, koji su za zaštitu tog posjeda podigli niz snažnih utvrda. Tijekom 12. i 13. stoljeća Wales je bio podijeljen na kraljevstva Gwynedd, Powys i Deheubarth, a njegovi južni jugoistočni dijelovi bili su pod vlašću Engleske. Za vladavine kralja Llewelyna ap Iorwetha (1194. – 1240.) došlo je do naglog jačanja Gwynedda, teritorij kojega je do 1234. proširio na Powys i Deheubarth. Za njegove vladavine Wales se pomalo feudalizirao po uzoru na susjedno englesko-normansko kraljevstvo.
Sukobi s Englezima, koji su započeli već za vladavine Llewelyna ap Iorwetha, nastavili su se i za njegovih nasljednika te 1267. završili porazom. Tada je njegov unuk, Llewelyn ap Gruffudd, morao Mirom u Montgomeryju priznati vrhovništvo engleskog kralja Henrika III., koji mu je zauzvrat priznao naslov princa od Walesa. Međutim, kad se Llewelyn ap Gruffudd pobunio protiv engleskog vrhovništva, kralj Eduard I. Dugonogi zaratio je s Walesom i, nakon niza mukotrpnih vojnih kampanja, zagospodario zemljom te je Llewelyn 1277. ponovno morao priznati englesko vrhovništvo. Kada je 1282. ponovno podigao ustanak protiv Engleske, pao je u borbi, a njegov brat Dafydd bio je 1283. zarobljen i smaknut, čime je velška dinastija potpuno izumrla.
Nakon pada velške dinastije kralj Eduard I. posebnim je statutom podvrgnuo njezine zemlje engleskoj kruni i podijelio ih u grofovije na čelu s engleskim plemićima, a svojeg je sina, engleskog prijestolonasljednika, proglasio 1301. princom od Walesa. Iako je u Walesu sagradio niz garnizona koji su osiguravali englesku dominaciju, Eduard je domaće plemstvo uglavnom ostavljao na vlasti. Jedan od njih, Oven Glendower, podigao je 1400. ustanak protiv Engleza i proglasio se neovisnim princom od Walesa. Zbog podrške Francuske i dijela domaćeg plemstva, Glendower je poražen tek nakon 1405. godine.

## Novi vijek
Za vladavine dinastije Tudor (koja i sama po Owenu Tudoru, djedu Henrika VII., potječe iz Walesa) obje su se zemlje sjedinile na temelju Zakona o Uniji 1535. i 1542., pa je Wales dobio i svoje predstavnike u engleskom Parlamentu. Crkvena reformacija u 16. stoljeću isprva se teško širila u katoličkom Walesu, a učvrstila se tek kada su crkvene knjige i Biblija bile prevedene na velški. 
Tijekom Engleskog građanskog rata u 17. stoljeću Wales, kao i Irska, podržali su kralja Karla I. u borbi protiv Parlamenta. Uklapanjem Walesa u engleski državni okvir s jednakim pravima svih građana i povijesnih zemalja na britanskom otočju te podjelom Walesa na dvanaest grofovija koje su stekle pravo slanja zastupnika u britanski Donji dom, konačno je riješeno višestoljetno velško pitanje, premda je narod ostao privržen svojim običajima i svojemu jeziku. Živa težnja za očuvanjem vlastitog identiteta potaknula je u 18. stoljeću nastanak mnogobrojnih vjerskih pokreta i udruga, koji su kritički bili raspoloženi prema službenoj Anglikanskoj Crkvi. To je gibanje 1811. godine rezultiralo udaljavanjem velških metodista od anglikanstva.
Nakon Prve industrijske revolucije južni Wales dobio je u Ujedinjenom Kraljevstvu značajnu ulogu, jer se u njemu nalaze velike zalihe ugljena i željezne rude. Interesi industrijalaca, zastupnika načela slobodne trgovine, učinili su Wales jakim utjecajem građanskog liberalizma. U prvoj polovici 19. stoljeća (1839. – 1844.) u Walesu izbijaju velike pobune kojima je uzrok bilo nezadovoljstvo poljoprivrednog stanovništva Zakonom o žitu, što ga je izglasao engleski Parlament, a koji je štetio seljačkim interesima. 
U doba jačanja čartističkoga pokreta u Walesu je bilo i oružanih sukoba 1848. godine. Narod se bunio i protiv anglikanske crkvene desetine, što je također dovodilo do oružanih sukoba s policijom (1886. – 1891.). Potkraj 19. stoljeća osnovan je pokret velških autonomista, koji su težili za tim da Wales upravlja sam sobom (Home Rule). Taj pokret, međutim, nije imao širega zamaha. U 20. stoljeću razvila su se oko rudnika i željezara velika gradska središta.

## Suvremeno doba
U britanskoj Vladi osnovano je 1949. savjetodavno Vijeće za Wales. Od listopada 1951. Wales je bio u nadležnosti nižeg ministra (doministra), a od listopada 1964. državnog tajnika za Wales; u travnju 1965. utemeljen je posebni Ured za Wales. U prosincu 1965. glavnim gradom Walesa proglašen je Cardiff, a zakonom iz 1967. velški jezik dobio je pravo službene upotrebe. 
Većoj samostalnosti nastavila je težiti Stranka Walesa (velški: Plaid Cymru – PC, utemeljena 1925.) Tijekom 1970-ih bili su izraženiji zahtjevi za upotrebom velškog jezika u masovnim medijima (početkom 1977. BBC je započeo radijski program na velškom). Na referendumu održanom početkom ožujka 1979. većina građana nije prihvatila uvođenje samouprave. U studenom 1982. pokrenut je prvi televizijski program na velškom jeziku. Zakonom iz 1993. velški je potvrđen kao službeni jezik. Na referendumu u rujnu 1997. s malom većinom podržano je uvođenje samouprave te je, nakon donošenja zakona (koncem srpnja 1998.), u Cardiffu u svibnju 1999. osnovana Nacionalna skupština za Wales, čime je prestao djelovati Ured za Wales.
Na parlamentarnim izborima 1999., 2003. i 2007. pobijedila je Laburistička stranka. U srpnju 2006. britanski Parlament zakonom je proširio ovlasti Nacionalne skupštine za Wales. Laburisti su ostali vodeća stranka i nakon izbora 2011. i 2016. godine.

## Vanjske poveznice
- Royal Commission on the Ancient and Historical Monuments of Wales
- National Library of Wales official website - includes historical information and resources
- BBC History – Wales
- History and Ancestry webpage from the Welsh Government